# Gustav-Adolf-Jubiläumskirche (Bingerbrück)

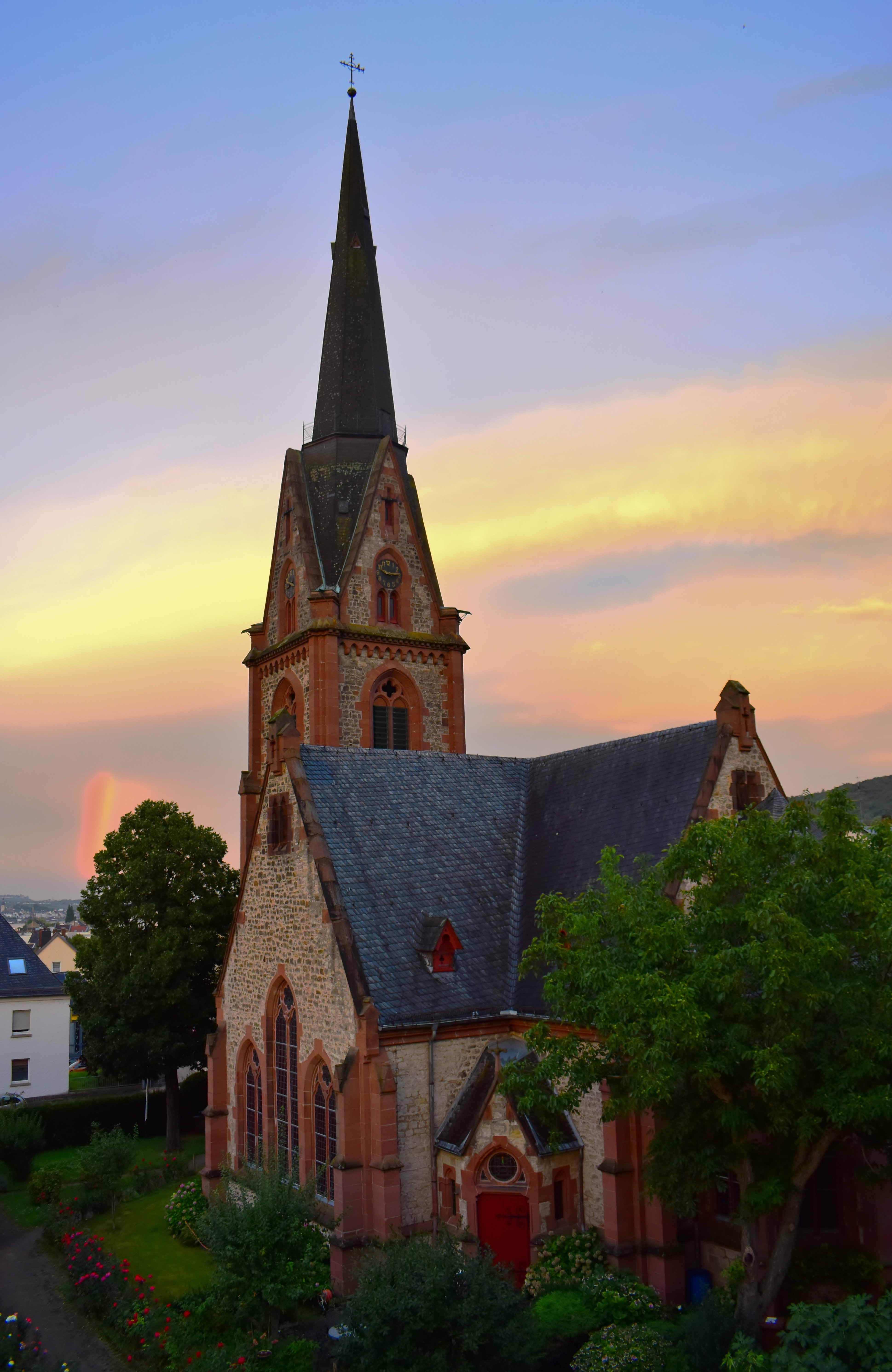
Außenansicht der Gustav-Adolf-Jubiläumskirche in Bingerbrück von Westen

Die evangelische Gustav-Adolf-Jubiläumskirche ist ein denkmalgeschütztes, im Stil der Neugotik errichtetes Kirchengebäude in Bingerbrück, einem Stadtteil von Bingen am Rhein in Rheinland-Pfalz. Die Kirchengemeinde gehört zum Kirchenkreis An Nahe und Glan der Evangelischen Kirche im Rheinland (EKiR).

## Geschichte
Die Gustav-Adolf-Jubiläumskirche in Bingerbrück wurde von 1894 bis 1895 mit finanzieller Unterstützung des Gustav-Adolf-Werks anlässlich dessen 50-jährigen Bestehens erbaut. Am 23. Mai 1894 wurde der Grundstein für die Kirche gelegt, die nach eineinhalbjähriger Bauzeit am 7. November 1895 eingeweiht werden konnte.
Während des Zweiten Weltkriegs wurde die Kirche schwer beschädigt. 1948 begann der Wiederaufbau. Umfassende Renovierungsarbeiten fanden 1986 und 2018 statt.

## Baubeschreibung
Die Gustav-Adolf-Jubiläumskirche wurde als Zentralbau nach Plänen des Geheimen Regierungsbaurats Hermann Cuno im Stil der Neugotik errichtet. Das Gotteshaus erhebt sich auf kreuzförmigem Grundriss und gliedert sich in ein von Nordost nach Südwest ausgerichtetes Mittelschiff sowie ein von Nordwest nach Südost ausgerichtetes Querschiff. Der Chor liegt im Südwesten, der Glockenturm mit seinem oktogonalen Spitzhelm im Nordosten. Der Dachstuhl ist nach unten offen und bietet einen Blick auf die nach schwedischem Vorbild vielfältig ausgemalte Deckenkonstruktion.

## Ausstattung

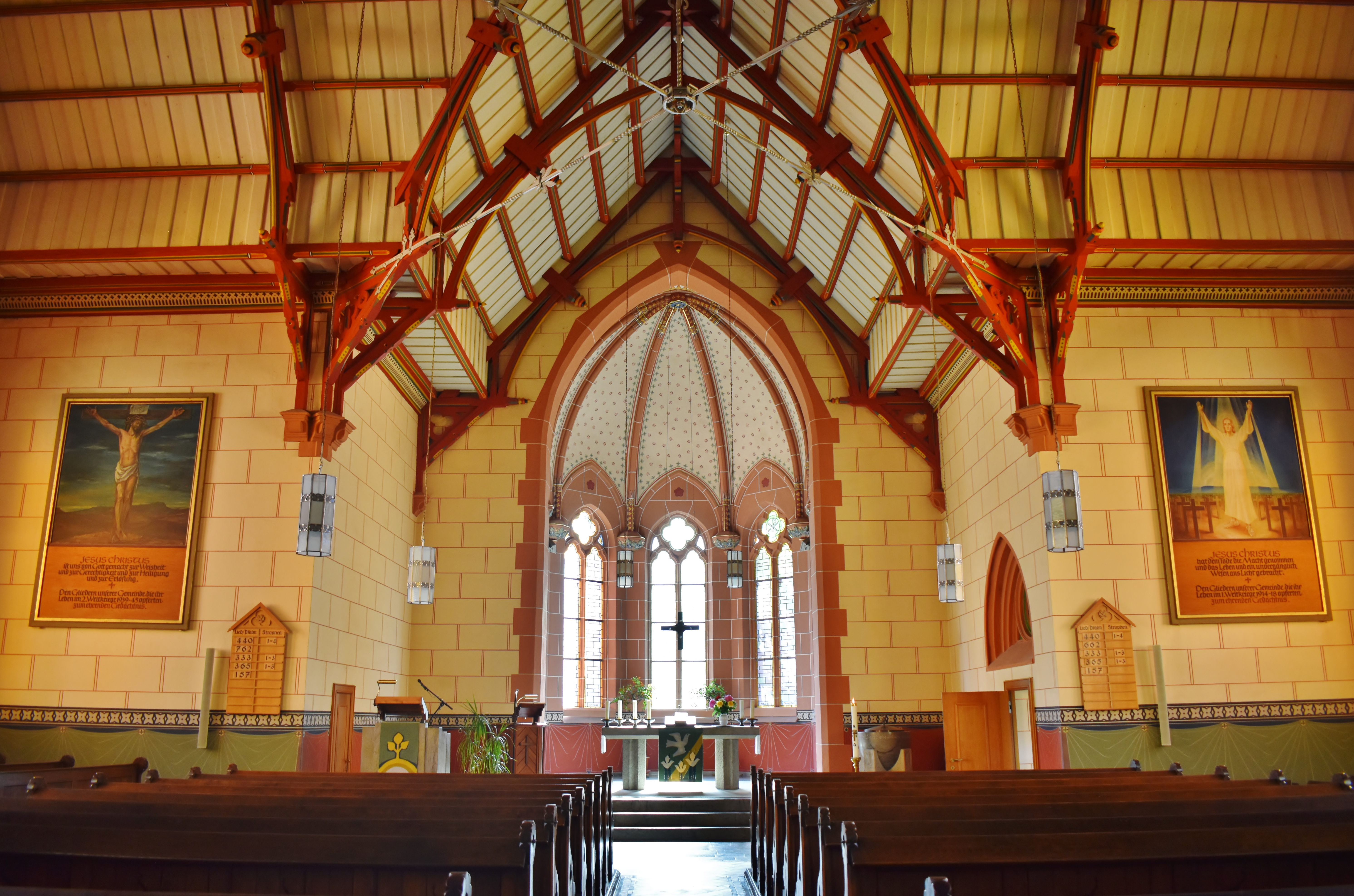
Innenansicht der Kirche

Von der ursprünglichen Innenausstattung der Kirche sind heute nur noch die massiven, aus Eichenholz gefertigten Sitzbänke erhalten. Die ehemalige hölzerne Kanzel und der ehemalige hölzerne Hochaltar wurden im Zuge von Renovierungsarbeiten in den 1960er-Jahren durch schlichtere, aus Stein gefertigte Exemplare ersetzt. Die ebenfalls schlichten bleiverglasten Fenster stammen aus den 1950er-Jahren. Ihre Fensterrosetten stellen verschiedene christliche Symbole dar, die verschiedene Feste im Kirchenjahr repräsentieren. An der südwestlichen Wand des Querschiffes sind zwei große Bilder angebracht, die an die Bingenbrücker Gemeindemitglieder erinnern, die während des Ersten und Zweiten Weltkriegs ums Leben kamen. Ein Bild stellt Jesus Christus als Gekreuzigten dar, das andere zeigt ihn als den Auferstandenen.

### Glocken
Das heutige Geläut der Kirche setzt sich aus sieben verschiedenen Glocken zusammen. Drei Glocken aus Gussstahl wurden nach Ende des Ersten Weltkriegs als Ersatz für drei Bronzeglocken angeschafft, von denen zwei zur Metallgewinnung eingeschmolzen wurden. In den 1960er-Jahren wurde das Geläut um vier weitere Glocken ergänzt.
| Nr. | Glockenname                     | Gewicht | Durchmesser | Schlagton | Gussjahr | Glockengießerei |
| --- | ------------------------------- | ------- | ----------- | --------- | -------- | --------------- |
| 1   | Gefallenen-Gedächtnisglocke     | 1580 kg | 1574 mm     | cis′      | 1922     | Bochumer Verein |
| 2   | Martin-Luther-Treueglocke       | 1090 kg | 1381 mm     | e′        | 1922     | Bochumer Verein |
| 3   | Gustav-Adolf-Dankbarkeitsglocke | 0720 kg | 1167 mm     | fis′      | 1922     | Bochumer Verein |
| 4   | Betglocke                       | 0440 kg | 1045 mm     | gis′      | 1963     | Bochumer Verein |
| 5   | Glaubensglocke                  | 0300 kg | 0920 mm     | h′        | 1963     | Bochumer Verein |
| 6   | Liebesglocke                    | 0220 kg | 0818 mm     | cis′′     | 1963     | Bochumer Verein |
| 7   | Hoffnungsglocke                 | 0165 kg | 0743 mm     | dis′′     | 1963     | Bochumer Verein |

### Orgel

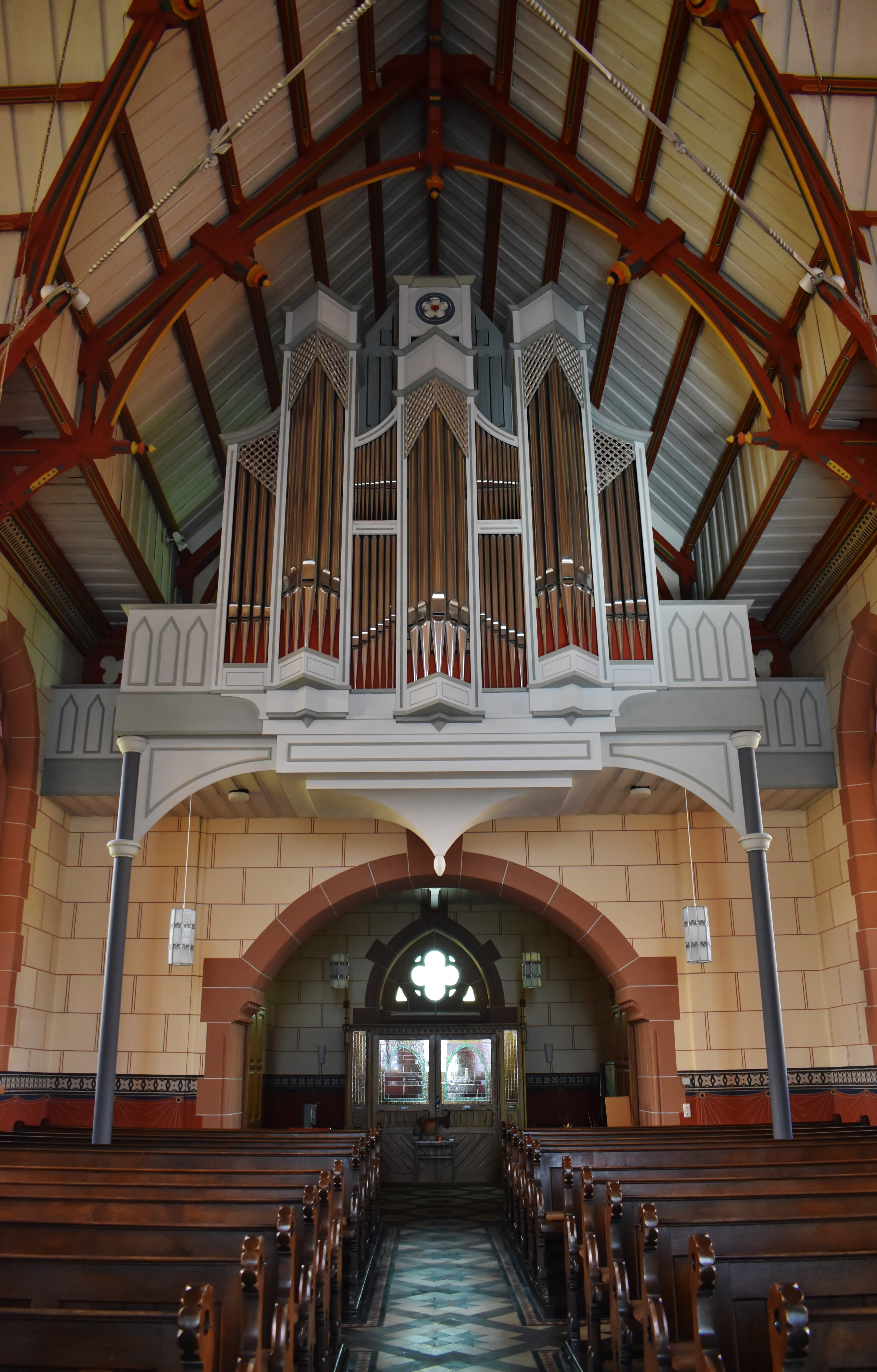
Oberlinger Orgel mit 22 Registern

Die heutige Orgel der Kirche wurde von der Windesheimer Orgelbaufirma Oberlinger gebaut. Das Instrument verfügt über 22 Register auf zwei Manualen und Pedal. Die Disposition lautet:
| I Hauptwerk C–g3 |              |       |
| 1.               | Holzpommer   | 16′   |
| 2.               | Principal    | 08′   |
| 3.               | Rohrflöte    | 08′   |
| 4.               | Octave       | 04′   |
| 5.               | Gedacktflöte | 04′   |
| 6.               | Superoctave  | 02′   |
| 7.               | Mixtur IV    | 1 ⁄3′ |
| 8.               | Trompete     | 08′   |

| II Schwellwerk C–g3 |            |        |
| 9.                  | Gedackt    | 8′     |
| 10.                 | Salicional | 8′     |
| 11.                 | Principal  | 4′     |
| 12.                 | Spitzflöte | 4′     |
| 13.                 | Schwiegel  | 2′     |
| 14.                 | Nassard    | 2 ⁄3′  |
| 15.                 | Terz       | 1 3⁄5′ |
| 16.                 | Scharff IV | 1′     |
| 17.                 | Hautbois   | 8′     |
|                     | Tremulant  |        |

| Pedal C–f1 |               |     |
| 18.        | Subbass       | 16′ |
| 19.        | Principalbass | 08′ |
| 20.        | Gedacktbass   | 08′ |
| 21.        | Choralbass    | 04′ |
| 22.        | Posaune       | 16′ |

- Koppeln: I/P, II/P, II/I